# Paul Gervais
François Louis Paul Gervais, född 26 september 1816 i Paris, död där 10 februari 1879, var en fransk paleontolog.
Gervais erhöll doktorsgrad i naturvetenskap och medicin i sin hemstad. År 1835 påbörjade han paleontologisk forskning som assistent vid laboratoriet för jämförande anatomi vid Muséum national d'histoire naturelle i Jardin des plantes. Han blev han professor i zoologi och jämförande anatomi vid den naturvetenskapliga fakulteten i Montpellier 1841 och utsågs till dekan för samma fakultet 1856. Han blev professor i zoologi vid Sorbonne 1865, men lämnade redan 1868 denna befattning för en professur i jämförande anatomi vid ovannämnda museum. Detta museums anatomiska samlingar utökades väsentligt genom Gervais ansträngningar.

## Bibliografi

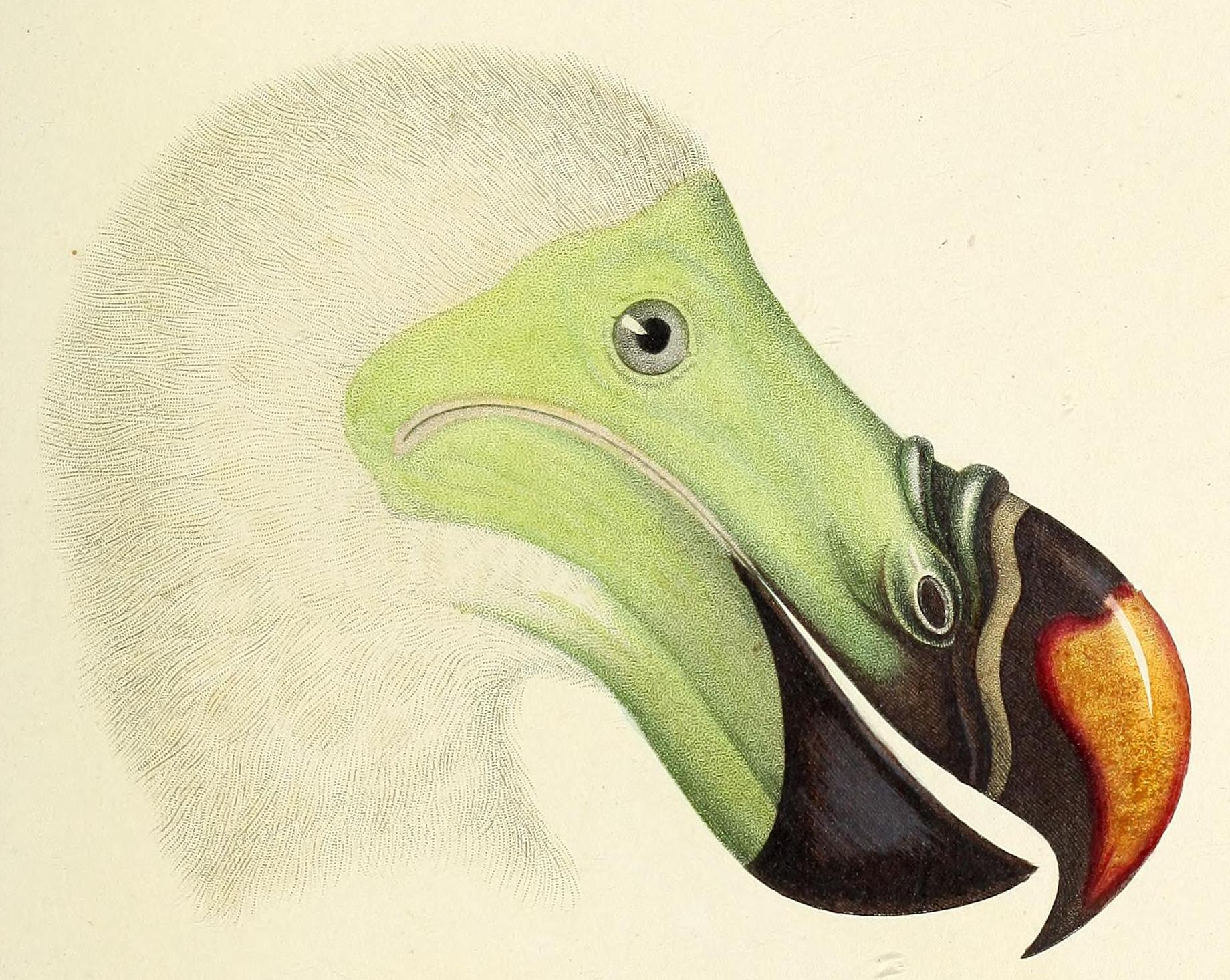
Dront av Gervais, detalj ur Atlas de Zoologie 1844